# صحن (ساحة)

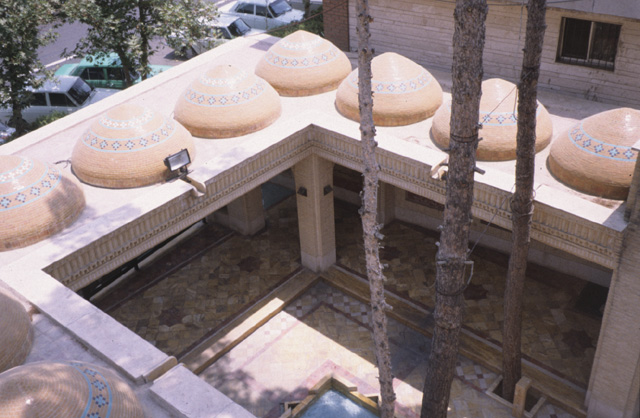
صحن مسجد بطهران

الصحن أو الحوش هو ساحة مفتوحة في وسط المبنى. ويكثر استخدام الصحن في الدول العربية ويعتبر من الخصائص المعمارية المميزة لها، ومنها انتشر إلى مناطق أخرى مثل إسبانيا.
يعود استخدام الصحن إلى عصور كثيرة قبل الإسلام فقد وجدت بعض المنازل ذات الصحن في آثار الحضارات السورية القديمة في ماري وايبلا في سوريا وكذلك في سومر وبابل والموصل في العراق، وظل استخدامها شائعا حتى منتصف القرن العشرين حين بدأ التأثر بالطرز الغربية في البناء. يجدر الذكر أن المنازل التركية لم تكن تحتوي على صحن إلا أن ذلك لم يؤثر على الصحن في المناطق العربية بالرغم من تأثرهم بالعمارة العثمانية.
يكاد الصحن يكون من العناصر المعمارية المشتركة في كافة الدول العربية من الشرق إلى الغرب ومن الأندلس وفي الريف والمدن، لا يستثنى من ذلك حتى البدو بالرغم من اختلاف التفاصيل. بل أن تخطيط المدن الإسلامية اعتمد على نفس الفكرة حيث أن المناطق السكنية (وكانت تسمى خططا) كانت تبنى من الأطراف أولا ويترك الوسط فضاءً، إلا أنه كان يسمى ساحة.

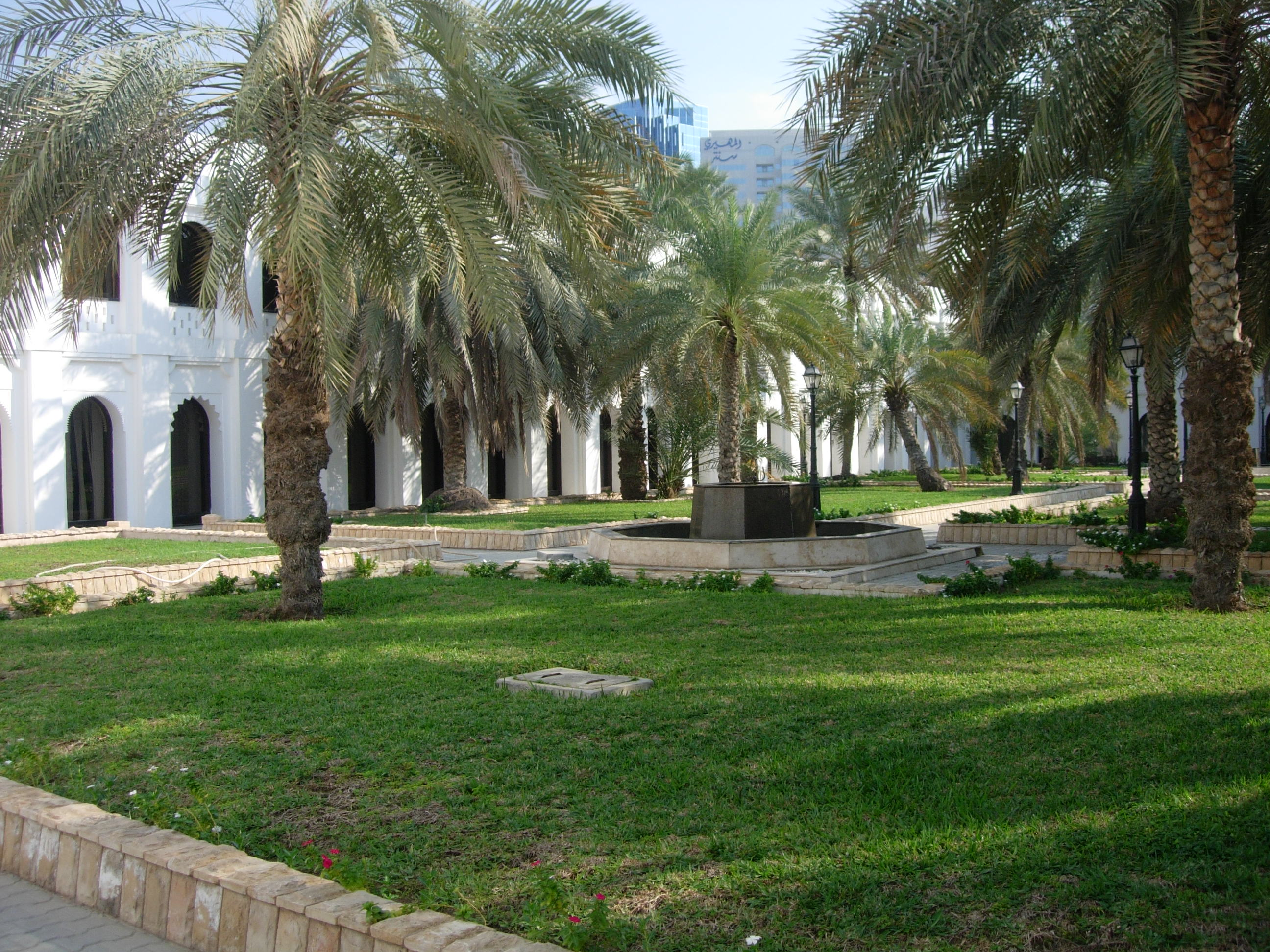
صحن قصر الحصن في أبوظبي

للصحن فوائد مختلفة حسب المبنى، إلا أن القاسم المشترك هو أنه يستخدم للفعاليات العامة والجماعية. وأبسط أنواع الصحون هو صحن الدار (أو حوش)ويكون عادة في وسط الدار وتحيط به الغرف وتقام فيه معظم الفعاليات العائلية خلال النهار ويستخدم كمجلس للعائلة في الليل خلال أشهر الصيف الحارة. غالبا ما يتم زراعته ويستخدم كحديقة داخلية خاصة للعائلة وكساحة خدمة محجوبة من أعين الجيران بواسطة الغرف المحيطة به.
في دمشق حيث يتضخ الصحن بشكل جيد وفي وسطة بركة ماء وتحيط به الغرف على طابق أو طابقين وكذلك تنتشر في جنباته احواض الورد واشجار النارنج والنباتات المنزلية، وفي بغداد اعتاد الناس على زراعة نخلة في وسطه بالضبط. في المدن لا يتم الوصول إلى الصحن من الشارع مباشرة بل يتم الوصول إليه من خلال ممر متعرج أو مكسور (كي لا يرى ما في الداخل حين يفتح الباب) يسمى المجاز، كما أنه يحاط غالبا برواق معمد وغالبا ما يطل عليه الإيوان إما من الطابق الأرضي أو من شرفة الطابق الأول أو من كليهما.